# Gabriel-André Dentu
Pour les articles homonymes, voir Dentu.
Gabriel-André Dentu, né le 9 janvier 1796 à Paris où il est mort le 6 août 1849, est un imprimeur-libraire français.

## Biographie
Fils de Jean-Gabriel Dentu, il succéda à son père qui lui céda sa maison en se retirant en 1826, à l’âge de soixante ans. Il continua son genre de publications, ne se distinguant pas moins que lui par ses éditions, oubliant de véritables chefs-d’œuvre de typographie devenus fort rares avec le temps, tels que le Voyage sentimental de Sterne, traduit par Moreau-Christophe, le Werther de Goethe traduit par Sévelinges, une Histoire des Morisques par Circourt, une Histoire comparée des littératures espagnole et française par Adolphe de Puybusque, et la Collection des meilleures dissertations, notices et traités particuliers relatifs à l’histoire de France de Leber. Féru de mesmérisme, cette fausse science lui doit aussi la publication de plusieurs œuvres, parmi lesquelles on remarque celles de Deleuze et Mielle.
Très ardent royaliste, comme son père, qui avait fondé le Drapeau blanc, il resta dans la lutte du côté des ultras, toujours dévoué à la branche ainée des Bourbons, et entreprit, après la révolution de juillet 1830, une guerre des plus actives contre le nouveau pouvoir avec une ardeur toujours croissante et une fécondité de publications militantes dont iI eut beaucoup à souffrir. Pendant le passage au pouvoir de la Branche-Cadette, il eut ainsi à essuyer, de 1830 à 1848, pas moins de vingt-sept procès de presse, de la part du Gouvernement de Juillet. Il subit de fortes et nombreuses amendes, écopa de trois mois de prison et cinq cents francs d’amende pour deux de ses brochures : Atrocités et Henry, duc de Bordeaux, et fut écroué neuf mois à Sainte-Pélagie pour le pamphlet de Pierre-Clément Bérard intitulé les Cancans. À force de courage, ce ne fut pas la ruine. Dentu ne continuait pas moins les publications savantes et sérieuses. Sa librairie vit crouler autour de lui les plus fastueux établissements, d’où on le regardait de bien haut pendant sa lutte avec le fisc : celui d’Ulfrand Ponthieu, celui surtout du remuant Ladvocat, qui vécut des lettres exploitées de toutes les façons bien plus qu’il ne les fit vivre. Il eut, du moins, la satisfaction, lorsqu’il succomba, si on peut dire, à la peine, d’avoir vu la débâcle d’un régime abhorré.
À sa mort, survenue alors qu’il n’avait que 53 ans, son fils Édouard prit la suite de ses affaires, mais seulement comme libraire-éditeur, l’imprimerie ayant été vendue. Sa femme, Mélanie Dentu s’était fait une réputation, dans le monde des arts, comme auteure et compositrice d’un grand nombre de romances dont plusieurs sont devenues très populaires. On cite notamment la Piémontaise, chant de guerre qu’elle a composé, en 1859, à l’occasion de la guerre d’Italie.